# Auszeichnungen im österreichischen Feuerwehrwesen

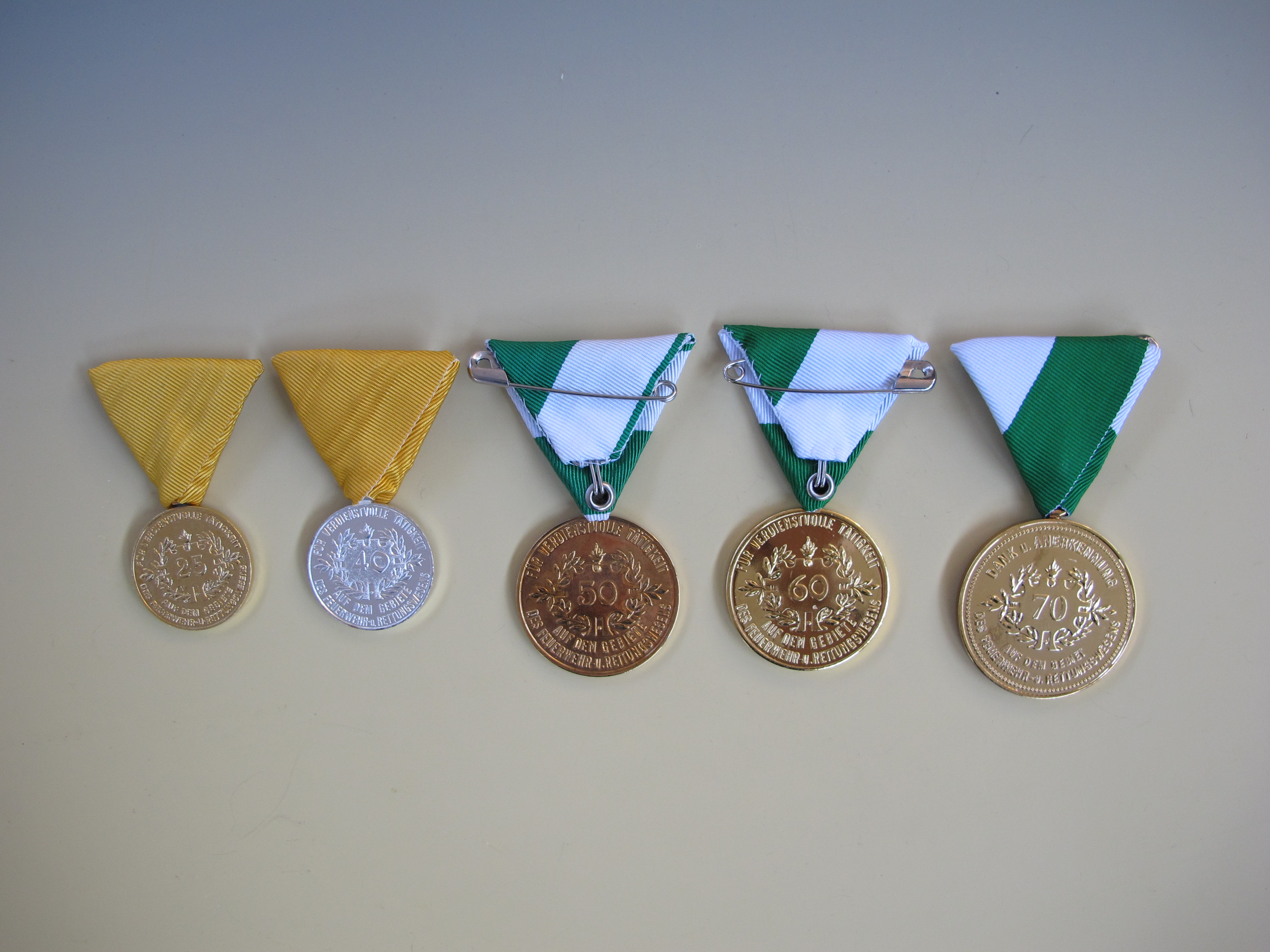
Verdienstzeichen für 25, 40, 50, 60 und 70 Jahre

Die Auszeichnungen im österreichischen Feuerwehrwesen haben eine lange Tradition und haben durch die hohe Freiwilligenrate eine hohe Bedeutung, sind sie doch eine von wenigen Arten der Anerkennung für ihre Tätigkeiten. Man unterscheidet dabei unter Auszeichnungen außerhalb der Feuerwehrorganisation sowie auch innerhalb der Verbände.

## Überblick

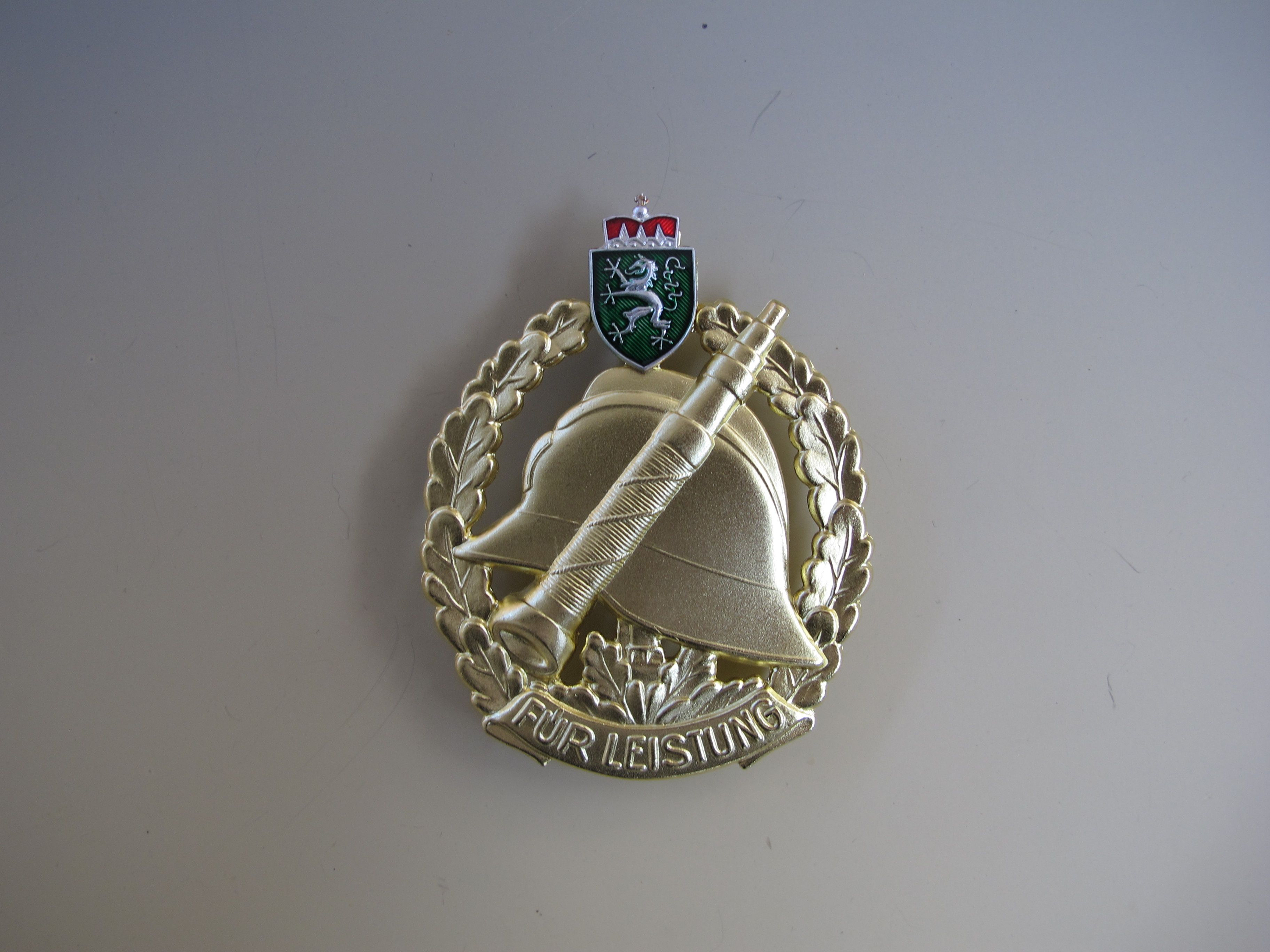
Steirisches Leistungsabzeichen in Gold – für Lebensretter

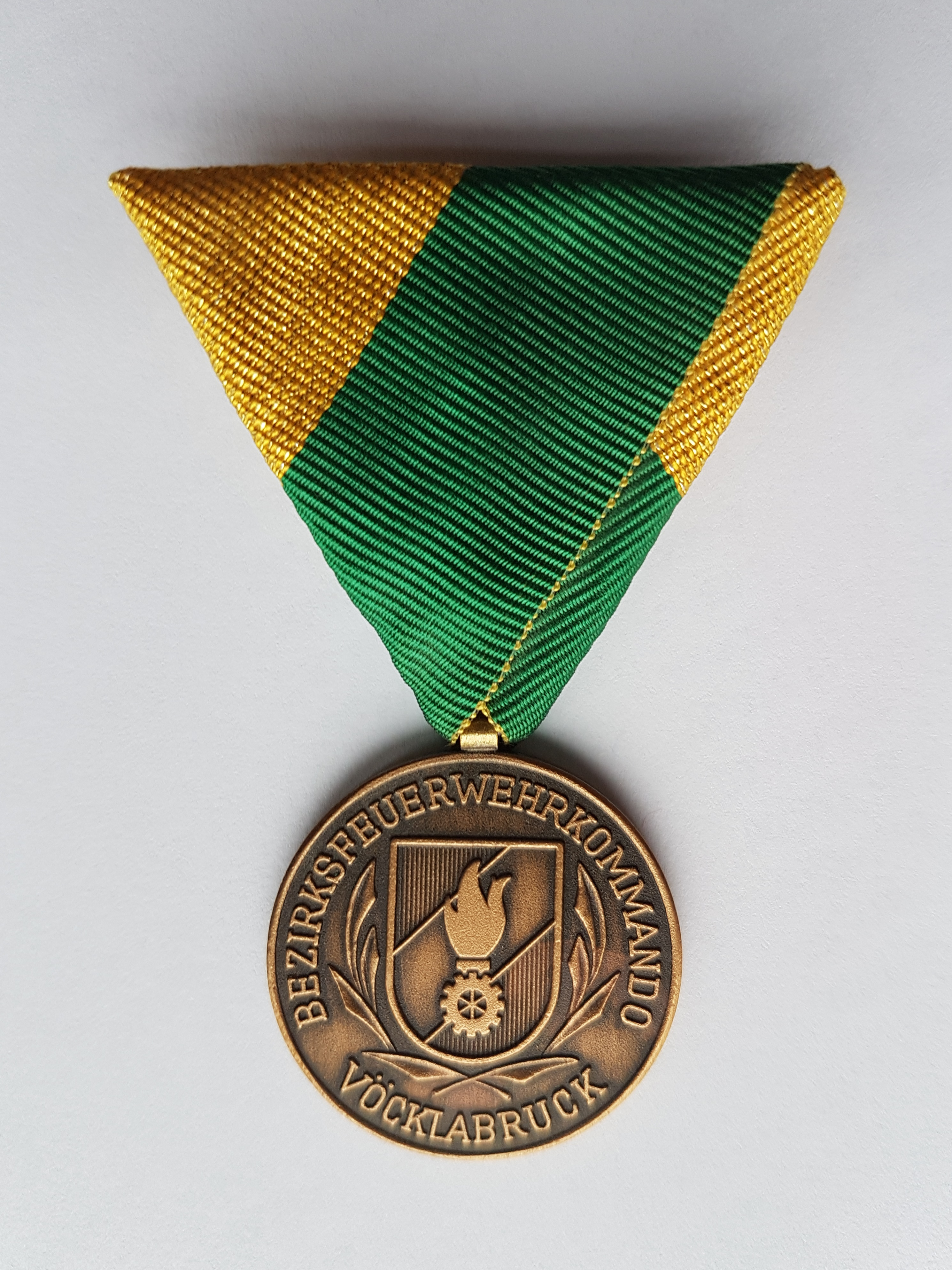
Feuerwehr-Verdienstmedaille des Bezirkes Vöcklabruck

Die weitverbreitetste Auszeichnung ist jene für langjährige Tätigkeit auf dem „Rettungs- und Feuerwehrwesen“. Sie werden vom jeweiligen Landeshauptmann vergeben. Stufungen gibt es für 25 und 40 Jahre, in einigen Bundesländern auch für 50, 60, und 70 Jahre Angehörigkeit zu einer Freiwilligen oder Betriebsfeuerwehr sowie einer Rettungsorganisation. Sie reicht in ihrer Tradition bis 1905 zurück, wo sie mit dem gleichen gelben Dreiecksband vergeben wurde.
Eine weitere Gruppe stellen jene Auszeichnungen dar, die vom Bundesfeuerwehrverband verliehen werden.
Eine Gruppe sind jene, die innerhalb des jeweiligen Landesfeuerwehrverbandes verliehen werden. Diese gibt es in allen Bundesländern mit Ausnahme von Oberösterreich. Seit 1956 werden Feuerwehrverdienstzeichen bzw. -kreuze und -medaillen sowie Brustdekorationen in Form von Steckkreuzen in mehreren Stufen als Auszeichnung der Landesfeuerwehrverbände verliehen. Zusätzlich gibt es Auszeichnungen für Mitgliedschaften, die das Ausmaß von 60 Jahren und mehr übersteigen und somit nicht durch die Landesauszeichnung abgedeckt werden.
Letztlich werden noch von den Gemeinden, welche die eigentlichen Verantwortlichen für das Feuerwehr- und Rettungswesen sind, Urkunden, Ehrenzeichen, Verdienstzeichen und Ehrenringe oder andere Auszeichnungen vergeben.
In der Geschichte der Auszeichnungen findet man auch solche, die auf Bezirksebene von den jeweiligen Feuerwehrkommanden verliehen werden, wie das Beispiel Oberösterreich zeigt. Diese Feuerwehr-Verdienstmedaillen der Bezirke werden seit den 1970er Jahren verliehen und stellen bis heute eine Spezialität dieses Bundeslandes dar. Geschaffen wurden sie wohl als „Kompensation“ für die fehlende Auszeichnungsmöglichkeit durch den Landesfeuerwehrverband (siehe oben).
Von der Republik Österreich gibt es keine speziellen Auszeichnungen für das Feuerwehrwesen. Hohe Feuerwehrfunktionäre werden mit den entsprechenden Stufen des Ehrenzeichens für Verdienste um die Republik Österreich analog zu Zivilpersonen ausgezeichnet.
Diese Auszeichnungen haben aber nichts mit der Trageerlaubnis auf der Uniform zu tun, denn hier dürfen auch Auszeichnungen, die von anderen Organisationen oder Behörden verliehen werden getragen werden, wie die sehr häufig anzutreffende Wehrdienstmedaille in Bronze, die jeder ehemalige Angehörige des Bundesheeres erhält.

## Auszeichnungen des Bundesfeuerwehrverbandes
- Florianiplakette

Die Florianiplakette wird in den Stufungen Bronze, Silber und Gold an Personen verliehen, die sich um das Feuerwehrwesen besonders bemüht haben, aber keiner uniformtragenden Organisation angehören.
- Ehrenring

Dieser wird Angehörigen des Präsidiums für besondere Verdienste verliehen.
- Katastrophen-Verdienstzeichen

für Leistungen bei Katastrophen im In- oder Ausland, sofern für diese Leistung nicht bereits durch einen Landesfeuerwehrverband oder Landesregierung eine Auszeichnung zuerkannt wird.
- Medaille für internationale Zusammenarbeit

Diese ist für Angehörige ausländischer Feuerwehren vorgesehen, die sich um eine Zusammenarbeit mit österreichischen Feuerwehren verdient gemacht haben.
- Verdienstzeichen des ÖBFV

Dieses wird in den drei Stufen Bronze, Silber, Gold an Mitglieder österreichischer Feuerwehren für besondere Leistungen im Rahmen ihres Verwendungsbereiches verliehen. Auch an ausländische Feuerwehrmitglieder kann das Verdienstzeichen für verdienstvolle Zusammenarbeit verliehen werden.
- Verdienstkreuz des ÖBFV

Das Verdienstkreuz wird an Feuerwehroffiziere ab einer Verwendung als Bezirksfeuerwehrkommandant verliehen. Mitglieder unter dieser Verwendung können sie bei außerordentlich gefährlichen Umständen hervorragende feuerwehrliche Leistung unter Einsatz des eigenen Lebens sowie bei hervorragende taktische, technische oder organisatorische Leistungen zur Förderung des Feuerwehrwesens erhalten.
- Das große Verdienstkreuz des ÖBFV

Das große Verdienstkreuz des ÖBFV stellt eine Steigerung des Verdienstkreuzes dar. Voraussetzung ist bereits der Erhalt des Verdienstzeichens.
- Das große Verdienstkreuz des ÖBFV am Bande

Das große Verdienstkreuz des ÖBFV am Bande ist die höchste Auszeichnung des ÖBFV. Voraussetzung ist bereits der Erhalt des Verdienstkreuzes.

## Geschichte
Die Geschichte der Auszeichnungen in den Feuerwehren geht in die zweite Hälfte des 19. Jahrhunderts zurück. Die ersten Feuerwehren wurden etwa 25 Jahre alt und damit erreichten auch deren erste Mitglieder dieses Dienstalter. So wurde erstmals 1880 beim Innenministerium um eine um Schaffung einer staatlichen „Rettungsmedaille für hervorragende Leistungen im Feuerwehr- und Rettungswesen“ angesucht, was aber abgelehnt wurde. Die Feuerwehren selbst durften aber keine medaillenartigen Auszeichnungen vergeben werden, denn dies blieb dem Kaiser vorbehalten.
Im Jahre 1884 wurde beim 3. Österreichischen Feuerwehrtag beschlossen, dass von den Feuerwehren Diplome für 10-, 20- und 25-jährige Zugehörigkeit an die Mitglieder vergeben werden. In Verbindung dazu sollten sogenannte Kapitulationsstreifen der Armee (Streifen in Dreiecksform auf dem linken Blusenärmel) eingeführt werden.
Schon vor dem 4. Österreichischen Bezirksfeuerwehrtag wurde von Reginald Czermack angeregt, beim Kaiser selbst um die Schaffung einer Medaille für 25 Jahre Tätigkeit anzusuchen. Auskünfte darüber waren jedoch negativ, sodass noch nichts beschlossen wurde.
1889 wurde vom Verband der mährisch-schlesischen Feuerwehren, die Schaffung einer Medaille zur Erinnerung an das 20-jährige Gründungsfest von beschlossen. Diese sollte bei 25 Jahre Zugehörigkeit oder besonders hervorragende Leistungen verliehen werden.
Im Jahr 1890 trat der Obmann des oberösterreichischen Landesverbandes Johann Schauer, der selbst Mitglied im Reichsrat war, an Ministerpräsident Eduard von Taaffe, nur eine Auszeichnung für 25-jährige Dienstzeit zu schaffen, ohne etwa besondere Verdienste zu berücksichtigen. Etwa zeitgleich erfolgte ein ähnliches Ansuchen durch den böhmischen Landes-Centralverband.
Obwohl von Taaffe das Ansuchen unterstützte, blieben die beiden Ansuchen von kaiserliche Seite unbeantwortet. Die Feuerwehren ließen jedoch nicht locker. Einen neuen Anlauf unternahmen sie nach Abschluss eines Vertrages mit dem Roten Kreuz zur Schaffung von Local-Krankentransport-Colonnen. Auch als in Deutschland der Kaiser die Feuerwehren in seine Schirmherrschaft übernahm, nahm man dies als Anlass. Da man aber fürchtete, dass auch die Beamten in der Folge um Auszeichnungen anstünden, wurde immer wieder abgelehnt.
Sogar ein direktes Majestätsansuchen, an dem sich auch die tschechischen und die ungarischen Feuerwehrverbände anschlossen, war erfolglos.
Die Enttäuschung war groß, als unter Ministerpräsident Franz Anton Graf Thun und Hohenstein, der selbst auch früher Feuerwehrmann war, zum Kaiserjubiläum 1896, eine Parade mit 20.000 Feuerwehrleuten in Wien und eine Vorsprache der Landeskommandanten keine Wirkung zeigte, stattdessen aber eine Jubiläums-Medaille für Zivilstaatsbedienstete vergeben wurde. Der Österreichische Feuerwehrausschuss wollte darauf keinerlei Bemühungen mehr in diese Richtung setzen.
Der Ärger wuchs auch als man auch im Ausland sah, wie der Staat sich mit Auszeichnungen bei den Feuerwehrmännern bedankte. So schuf das Großherzogtum Baden bereits eine Medaille für 40 Jahre Zugehörigkeit. Auch im Königreich Bayern wurde ein Feuerwehr-Verdienstkreuz geschaffen.
Im Jahr 1902 wurde von Julius Haagn, dem Obmann des Salzburger Landesverbandes, dem Salzburger Landtag eine Ansuchen für Auszeichnungen vorgelegt. Die Argumentation verfolgte in diesem Fall, dass nicht nur der Staat, sondern auch die Kronländer im Einzelnen vom Wirken der Feuerwehren profitieren würden. Der Salzburger Landtag stimmte sich in dieser Frage mit den anderen Kronländern ab und suchten in der Folge als Länder für die Auszeichnungen an. In diesem Ansuchen wurde auch versucht diese Auszeichnungen für jene in einem freiwilligen Rettungskorps Tätigen sowie auch für Berufsfeuerwehrmänner zu erreichen. Auf Wunsch Czermacks sollte aus Rücksicht auf die Mehrsprachigkeit ein lateinischer Text auf der Medaille verwendet werden.
Im September 1905 waren die Bemühungen mit Erfolg gekrönt, und der Kaiser stiftete mittels Erlass vom 24. November 1905 die „Ehrenmedaille für fünfundzwanzigjährige verdienstliche Tätigkeit auf dem Gebiete des Feuerwehr- und Rettungswesens“.
Empörung rief in der Folge aber hervor, dass nicht ausdrücklich eine Gebührenbefreiung im Gesetz vorgesehen sei und daher das k.k. Finanzministerium Stempelmarken für die Ansuchen verlangte. Diese wurde aber auch kurzfristig abgeschafft. Im März 1906 lagen Ansuchen für 27.485 Medaillen vor.
Für die Feuerwehren im Königreich Ungarn, die schon seit 1884 Dienstmedaillen für 5-, 10- und 15-jährige Tätigkeit erhielten, war diese kaiserliche Medaille nicht vorgesehen. Erst im Jahr 1911 wurde die österreichische Lösung auch auf Ungarn ausgedehnt. Im Jahr 1916 wurden in Ungarn die Verleihungen sogar noch auf Ehrenmedaillen für 35- und 45-jährige Dienstzeit erweitert.

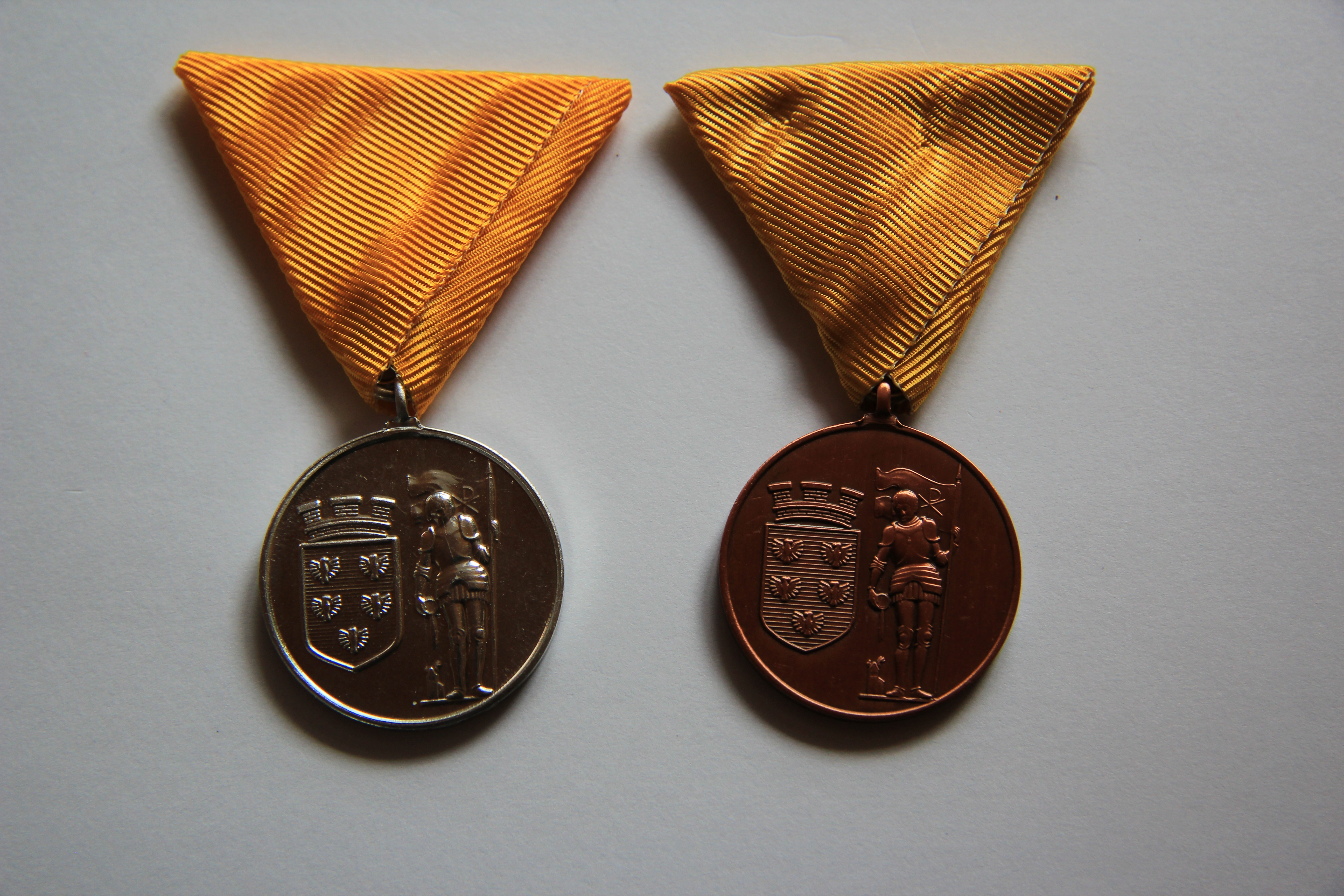
Verdienstorden der NÖ Landesregierung für langjährige Tätigkeit im Feuerwehr und Rettungswesen Vorderseite

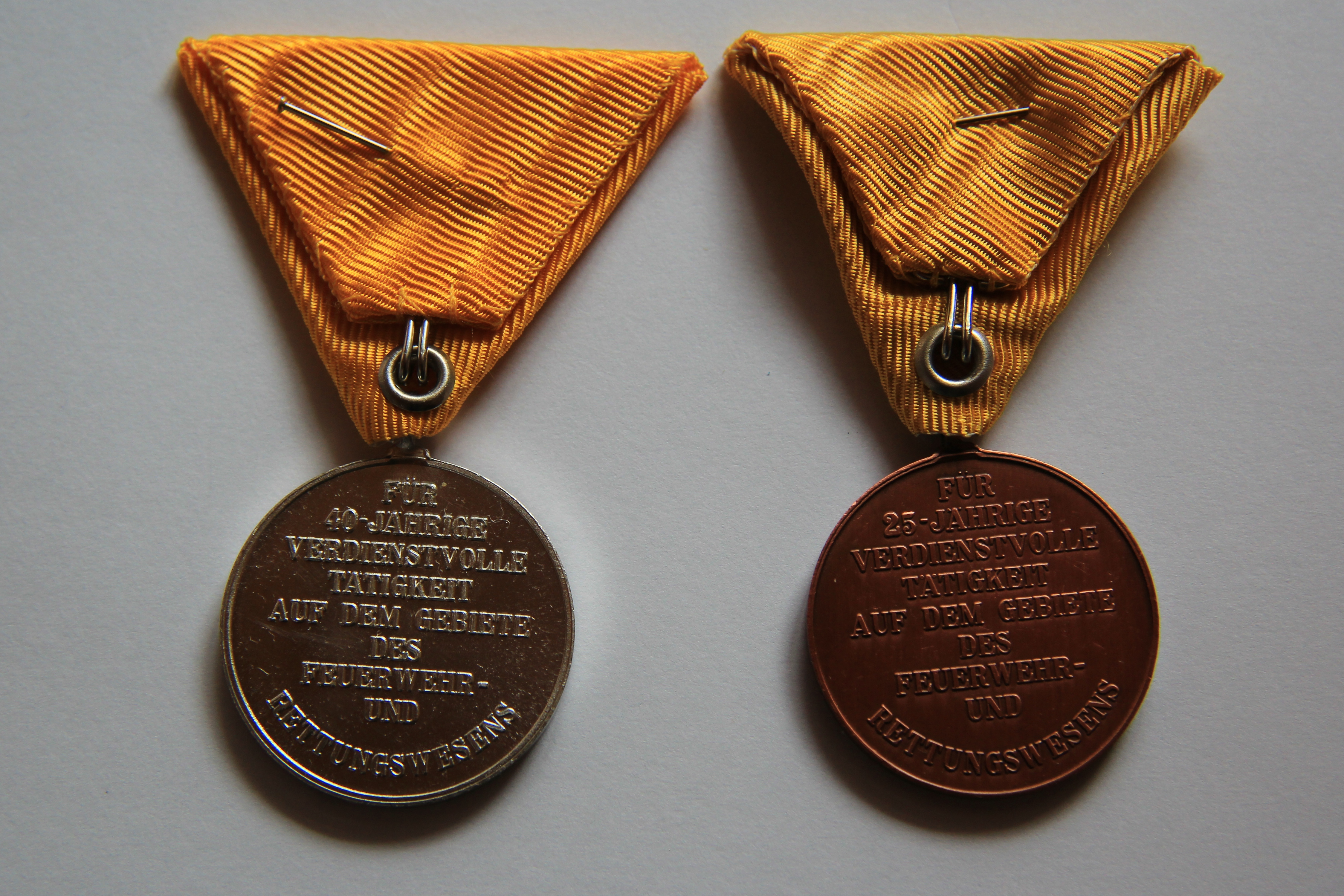
Verdienstorden der NÖ Landesregierung für langjährige Tätigkeit im Feuerwehr und Rettungswesen Rückseite

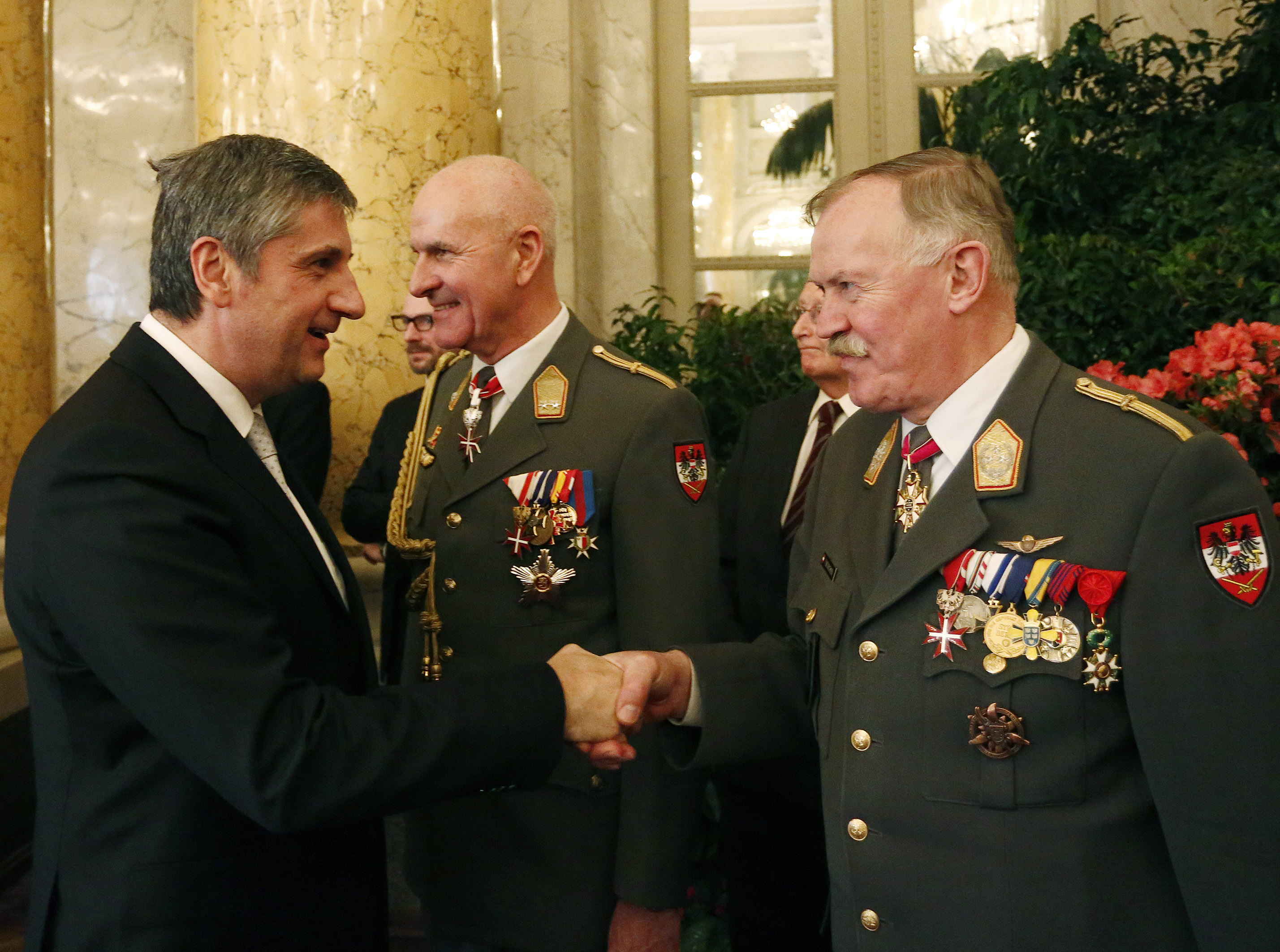
General Edmund Entacher beim Neujahrsempfang des diplomatischen Corps 2013 mit dem Verdienstzeichen des Niederösterreichischen Landesfeuerwehrverbandes an der Brust (dritter Orden von außen).

Gleich nach Ausrufung der Republik Deutschösterreich wurde die Medaille als aus Kaiserzeit abgeschafft. Das Tragen bereits verliehener wurde aber nicht verboten. Nachdem aber andere Ehrentitel, die ebenfalls aus der Kaiserzeit stammten, weiterverliehen wurden, wurde auch von der Feuerwehr die Forderung nach neuerlichen Auszeichnungen bald laut. Unter der Führung der Bundesräte Carl Jukel, Josef Zwetzbacher und Franz Rehrl wurde an die Bundesregierung ein Antrag für eine neuerliche Auszeichnung für 25 und 40 Jahre Zugehörigkeit gestellt. Im Jahr 1923 wird eine Österreichische Medaille für vieljährige eifrige und ersprießliche Tätigkeit auf dem Gebiete des Feuerwehr- und Rettungswesens für 25- und 40-jährige Dienstzeit eingeführt. Diese Medaillen wurden über Ansuchen bei der jeweiligen Bezirkshauptmannschaft an den Bezirksfeuerwehrtagen verliehen.
Auch in der Zeit des Ständestaates wurde zwar die Prägung mit einer anderen Form des Adlers geändert, aber die Medaille weiter verliehen.
Während der Zeit des Nationalsozialismus wurden die Feuerwehrmänner für 25 Jahre mit dem in Deutschland üblichen Feuerwehr-Ehrenzeichen ausgezeichnet.
Im Jahr 1947 musst der Bundesfeuerwehrverband neuerlich intervenieren, bis eine neue Lösung gefunden wurde. Erst im Jahr 1949 wurde von der Bundesregierung ein neuerlicher Beschluss für eine Medaille gefasst, der jenen aus der Ersten Republik sowohl dem Aussehen als dem Gesetzestext sehr ähnlich war.
Kurz darauf weigerte sich jedoch das Finanzministerium die Kosten zu übernehmen, da die Feuerwehr in die Kompetenz der Bundesländer falle. In der Folge weigerte sich auch die Vorarlberger Landesregierung aus föderalistischen Gründen die vom Bund beschlossene Medaille zu verleihen und wandte sich an den Verfassungsgerichtshof und erhielt recht. So wurde 1951 die Bundeseinheitliche Medaille wieder abgeschafft und die Bundesländer waren am Zug.
Verfolgten zuerst einige Bundesländer für eine bundeseinheitliche Linie, scherten andere sofort aus. Seit den 1960er besteht keine Einheitlichkeit mehr unter den Bundesländern. Einige haben auch zusätzlich eine Medaille für 50 Jahre Dienstzeit eingeführt.